# Vicenç Carbonell i Virella
Vicenç Carbonell i Virella (Barcelona, 29 de desembre de 1934) va ser pèrit industrial i vocacionalment es va dedicar a la toponímia.
Va cursar estudis de peritatge a l'Escola Industrial de Vilanova i la Geltrú, i va treballar de pèrit industrial en la vessant mecànica en diverses empreses de Vilanova i la Geltrú, Piera i Igualada. Anteriorment havia treballat de torner mecànic i delineant. Actualment viu a Vilanova i la Geltrú i es dedica des de fa molts anys a l'estudi del territori del Garraf i el Penedès. Juntament amb el seu oncle, Joan Virella i Bloda, escriptor de l'obra Visions geogràfiques del Penedès, Vicenç Carbonell ha compartit la seva afició per l'excursionisme i l'estudi de la toponímia, recollint i catalogant 25.000 fitxes de noms de lloc, entre ells masies, castells, torres, fondals, torrents, sínies, molins, muntanyes i camins. Escriu articles relacionats amb la toponímia regularment a la premsa local i als Butlletins d'entitats com l'Agrupació Excursionista Talaia, la Societat d'Onomàstica de la qual és Soci d'Honor o l'Institut d'Estudis Penedesencs (IEP). També és membre del Grup d'Estudis Toponímics de l'IEP.

## Obres
Ha publicat diversos llibres:
- La Marineria vilanovina en el segle xviii. [S.n.]: Caixa d'Estalvis del Penedès, 1974. Accèssit penedesenc del II Concurs Sant Ramon de Penyafort, 1974.
- Origen i història del llinatge de Vilafranca. Vilafranca del Penedès: Museu de Vilafranca : l'autor, DL 1979. Premi vilafranquí del VII Concurs Sant Ramon de Penyafort, 1979.
- El Món agrari vilanoví fins al segle XVIII. Vilanova i la Geltrú: Institut d'Estudis Penedesencs, 1988.
- Apunts de la història d'Olivella. Olivella: Institut d'Estudis Penedesencs, DL 1990.
- Notícia dels molins fluvials del Penedès (Barcelona). Vilafranca del Penedès : Institut d'Estudis Penedesencs, DL 2000
- Noms de lloc de Vilanova i la Geltrú. Vilafranca del Penedès: Institut d'Estudis Penedesencs, DL 2001.
- Noms de lloc d'Olivella. Vilafranca del Penedès: Institut d'Estudis Penedesencs, DL 2004.
- Masies del Garraf 3. Pau Roig Estradé ; fitxes de les masies: Vicenç Carbonell i Virella. Vilanova i la Geltrú : El Cep i la Nansa : Consell Comarcal del Garraf, 2008.